# 池田町立池田小学校 (長野県)
池田町立池田小学校（いけだちょうりつ いけだしょうがっこう）は、長野県北安曇郡池田町池田にある公立小学校。

## 沿革
- 1788年（天明8年） - 千国街道池田宿に池田学問所が開設される。
- 1874年（明治7年）7月1日 - 学制発布に基づき、池田学校設立[1]。
- 1886年（明治19年） - 小学校令に基づき、池田学校に会染支校と滝沢派出所を置く[2]。
- 1888年（明治21年） - 池田尋常小学校に北安曇郡立高等小学校池田分教場を併置[3]。
- 1890年（明治23年） - 滝沢派出所は会染尋常小学校に統合[4]。
- 1892年（明治25年） - 池田尋常高等小学校となり、会染分教場を置く[3]。
- 1897年（明治30年） -  池田尋常小学校に2か年の補習科を置く[4]。
- 1898年（明治31年） - 池田会染尋常高等小学校となる[3]。
- 1902年（明治35年） - 池田尋常高等小学校と会染尋常高等小学校に分離する[3]。
- 1941年（昭和16年）4月1日 - 国民学校令に基づき、池田国民学校と改称。
- 1947年（昭和22年）4月1日 - 学制改革により、池田町立池田小学校となる。
- 1972年（昭和47年）4月1日 - 池田町立広津小学校を統合。

## 委員会
- 本部
- 生活委員会
- 放送委員会
- 図書委員会
- 緑委員会
- 保健委員会
- 給食委員会
- 清美委員会

## クラブ活動

### 文化部
- パソコンクラブ
- 手芸クラブ

## 校歌
- 浅原六朗 作詞
- 別宮貞雄 作曲

## 学区
- 池田町大字池田、大字会染の一部（中島、半在家、千本木台、相道寺、花見）、大字広津、大字陸郷の一部（宮の平、有明、小実平、八代、三郷、日向）[5]

## 学校周辺
- 池田町役場
- 池田町図書館
- 池田町立高瀬中学校
- 長野県池田工業高等学校

## 交通アクセス
- 池田町営バス - 商工会館前下車